# Národní park Gunung Mulu
Gunung Mulu je národní park na severu ostrova Borneo, v malajsijském spolkovém státě Sarawaku. Rozprostírá se v krasové oblasti a jeho rozloha je 528.64 km². Na severu sousedí s lesní rezervací Labi (125 km²) v Bruneji. Na území parku jsou četné jeskyně, které svým rozsahem a svými útvary lákají turisty a vědce z celého světa. Důležitou součástí chráněného území jsou i nížinné a horské tropické lesy. Nejvyšším bodem parku je stejnojmenná hora Gunung Mulu (2376 m).

## Ochrana přírody
Národní park Gunung Mulu je od roku 2000 zapsán na seznam světového dědictví UNESCO. V parku žije mnoho druhů živočichů a až několik tisíc druhů rostlin.

### Fauna
Ze zástupců savců lze jmenovat např. tyto druhy: luskoun ostrovní, veverka péřová, veverka holouchá, bělozubka nejmenší, gibon stříbrný, hulman šedý, hulman kaštanový, nártoun západosundský, outloň váhavý, charza žlutohrdlá, oviječ skvrnitý, sambar indický, muntžak sundský nebo 28 druhů netopýrů. Mezi ptačí druhy patří mimo jiné čáp pestrý, orlík kinabalský, orel malajský, bažant Bulwerův, zoborožec vrásčitý, zoborožec štítnatý, dvojzoborožec žlutozobý, salangana sundská, kukačka krátkoprstá a ledňáček modroprsý.

## Významné jeskyně
V jeskyni Gua Nasib Bagus se nachází známý jeskynní dóm Sarawak Chamber. Je 700 m dlouhý, 396 m široký a nejméně 70 m vysoký. Jeskyně Gua Air Jernih (anglicky Clearwater Cave) je osmou nejdelší jeskyní na světě a jednou z největších jeskyní z hlediska celkového objemu, který odpovídá 30 347 540 m³.).
V době od 29. 3. do 27. 4. 2017 se uskutečnila v pořadí 24. společná britsko-sarawacká expedice, během níž vědci prozkoumali řadu dosud neznámých míst a podzemních prostor. Například délka prozkoumaného jeskynního systému Clearwater byla rozšířena o dalších 6,8 km na celkový rozsah 222 km.

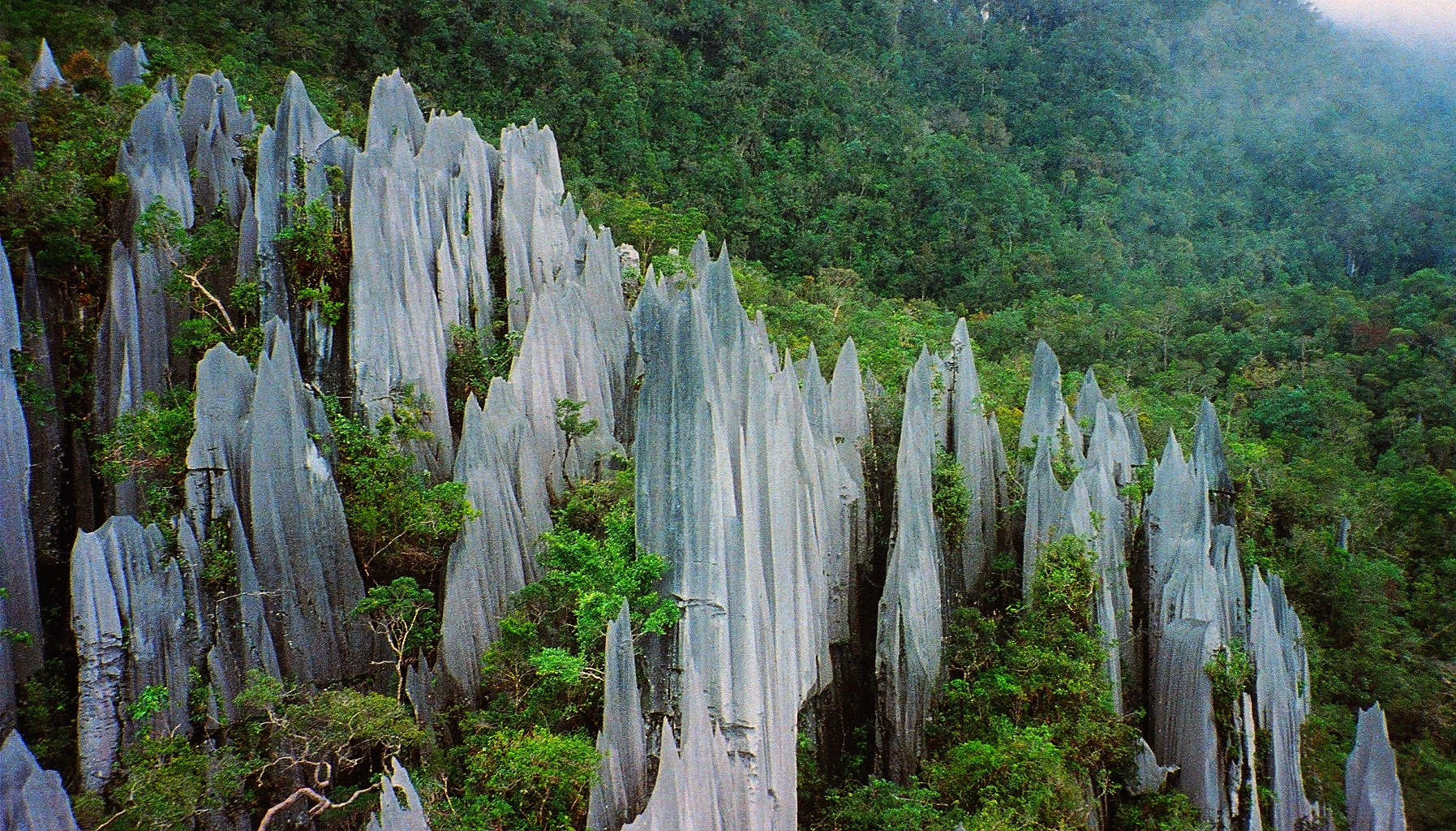
Vápencové skalní jehly
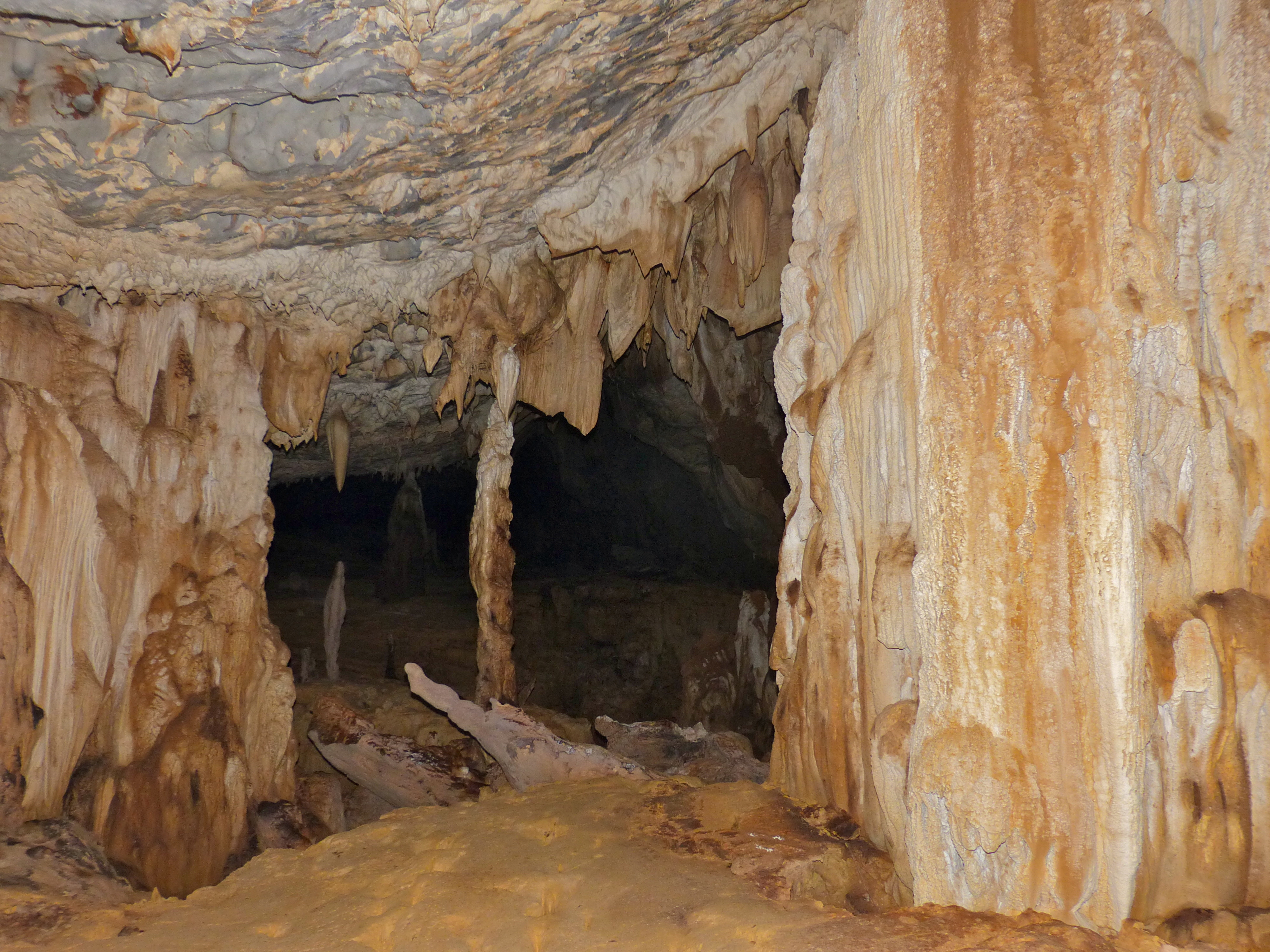
Jeskyně Lagang
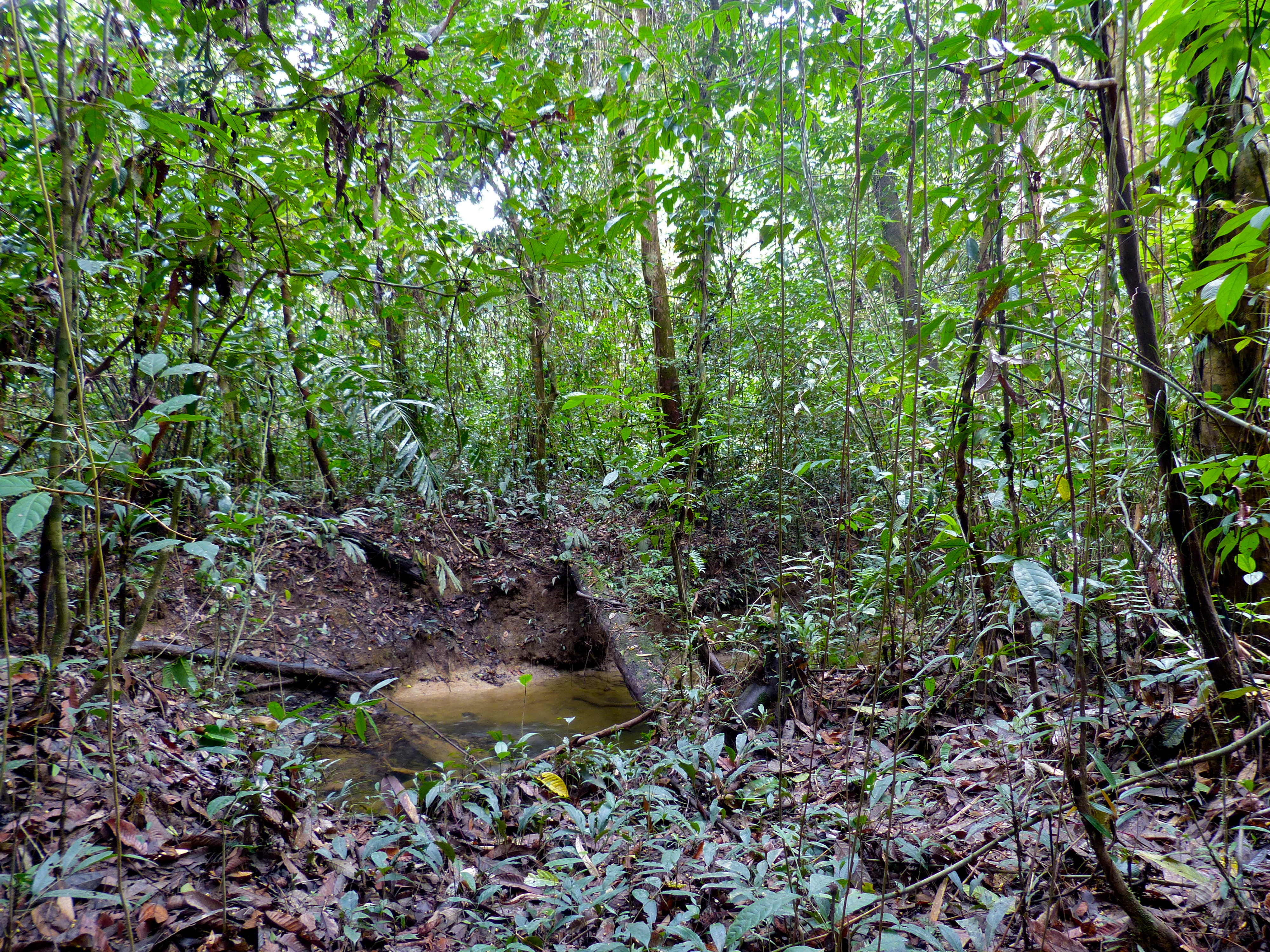
Lesní porost
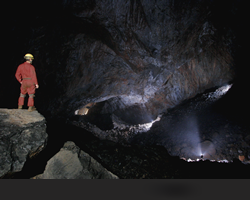
Api Chamber